# Trider G7/Tamagon risolvetutto
Trider G7/Tamagon risolvetutto è uno singolo "split" dei Superobots e Sara Kappa, pubblicato nel 1981.

## Tracce
1. Superobots – Trider G7 – 3:08 (Franca Evangelisti e Franco Micalizzi)
2. Sara Kappa – Tamagon risolvetutto – 2:44 (Ugo Caldari e Vito Cappa)

## Descrizione
Trider G7 è un brano musicale scritto da Franca Evangelisti su musica e arrangiamento di Franco Micalizzi, inciso dai Superobots come sigla dell'anime L'invincibile robot Trider G7.
Tamagon risolvetutto è un brano musicale scritto da Ugo Caldari, su musica e arrangiamento di Vito Cappa, inciso da Sara Kappa come sigla dell'anime Tamagon risolve tutto.